# Яжбахтинка
Яжбахтинка — река в Удмуртии, левый приток Шехостанки.
Длина реки — 13 км. Исток к западу от деревни Кутер-Кутон Малопургинского района. В верховьях течёт через упомянутую деревню (имеется пруд) на юго-восток и, круто повернув на юго-запад, входит на территорию Киясовского района. В среднем течении поворачивает на юг, протекает через село Яжбахтино и вскоре впадает в Шехостанку. Ниже села реку пересекает автодорога Сарапул — Киясово.
В бассейне также расположена деревня Куюки.

## Данные водного реестра
По данным государственного водного реестра России относится к Камскому бассейновому округу, водохозяйственный участок реки — Иж от истока и до устья, речной подбассейн реки — бассейны притоков Камы до впадения Белой. Речной бассейн реки — Кама.
Код объекта в государственном водном реестре — 10010101212111100027507.